# Сімамакі (Хоккайдо)

42°42′2″ пн. ш. 140°3′41″ сх. д. / 42.70056° пн. ш. 140.06139° сх. д.
Сімамакі (яп. 島牧村, しままきむら, МФА: [ɕimamakʲi muɾa]) — село в Японії, в повіті Сімамакі округу Сірібесі префектури Хоккайдо. Станом на 1 жовтня 2008 року площа села становила 437,26 км². Станом на 31 березня 2017 населення села становило 1533 осіб.